# Chai Wan (stacja MTR)
Chai Wan (chiński: 柴灣) – jedna ze stacji MTR, systemu szybkiej kolei w Hongkongu, na Island Line. Została otwarta 31 maja 1985. 
Znajduje się na wyspie Hongkong, w obszarze Chai Wan, w dzielnicy Eastern. Jest wschodnią stacją końcową linii.